# Sveti Stefan
Sveti Stefan (dansk: Sankt Stefan), serbisk: Свети Стефан , italiensk: Santo Stefano di Pastrovicchio) er en senmiddelalderlig by på en lille, tidligere tidevandsø i Adriaterhavet ved kysten af Montenegro, i Budva kommune. Byen omfatter hele øen med venetianske mure og fuldt bevarede stenhuse. I byen og omegn er der ca. 410 indbyggere, med serbisk flertal og russere som største minoritet.
Sveti Stefan ligger i Montenegros vigtigste turismedistrikt, Budvanska rivijera, og er en af de mest maleriske og smukke steder på hele Balkan. Den var fiskerlandsby fra 1400-tallet, men er i dag kun beboet som luksusresort med hoteller med fuldt bevaret eksteriør. 
På en klippe ca. 200 meter lige over byen har russiske udbyggere anlagt en landsby med luksusvillaer. De fleste besøgende bor enten i komplekset i Sveti Stefan, eller i nabobyerne Budva, Becici eller Petrovac.

## Klima
| Vejr for Sveti Stefan           | Vejr for Sveti Stefan | Vejr for Sveti Stefan | Vejr for Sveti Stefan | Vejr for Sveti Stefan | Vejr for Sveti Stefan | Vejr for Sveti Stefan | Vejr for Sveti Stefan | Vejr for Sveti Stefan | Vejr for Sveti Stefan | Vejr for Sveti Stefan | Vejr for Sveti Stefan | Vejr for Sveti Stefan | Vejr for Sveti Stefan |
|                                 | Jan                   | Feb                   | Mar                   | Apr                   | Maj                   | Jun                   | Jul                   | Aug                   | Sep                   | Okt                   | Nov                   | Dec                   | År                    |
| ------------------------------- | --------------------- | --------------------- | --------------------- | --------------------- | --------------------- | --------------------- | --------------------- | --------------------- | --------------------- | --------------------- | --------------------- | --------------------- | --------------------- |
| Gennemsnitlig maks °C           | 12,4                  | 12,9                  | 14,9                  | 18                    | 22,3                  | 25,9                  | 28,9                  | 28,6                  | 25,7                  | 21,8                  | 17,4                  | 14                    | 20,2                  |
| Gennemsnitlig min °C            | 4,9                   | 5,4                   | 7,2                   | 10                    | 13,8                  | 17,2                  | 19,4                  | 19,2                  | 16,6                  | 13,2                  | 9,7                   | 6,5                   | 11,9                  |
| Gennemsnitlig nedbør mm         | 152                   | 143                   | 140                   | 120                   | 98                    | 60                    | 42                    | 59                    | 111                   | 149                   | 187                   | 164                   | 1.425                 |
| Kilde (20. april 2017): TurVejr |                       |                       |                       |                       |                       |                       |                       |                       |                       |                       |                       |                       |                       |

## Fodnoter
1. ↑  "Vejret i Sveti Stefan året rundt". turvejr.com.

- Wikimedia Commons har flere filer relateret til Sveti Stefan